# 斑纹丽鳗
斑纹丽鳗（学名：Callechelys maculatus）为輻鰭魚綱鳗鲡目蛇鳗科丽鳗属的鱼类。在中国，分布于台湾海峡等，棲息在底層水域，屬肉食性，生活習性不明。该物种的模式产地在福建平潭。
其种加词“maculatus”意为“有斑点、斑块、斑纹的”。